# Fixpunktsatz von Banach
Der Fixpunktsatz von Banach, auch als banachscher Fixpunktsatz bezeichnet, ist ein mathematischer Satz aus der Funktionalanalysis, einem Teilgebiet der Mathematik. Er gehört zu den Fixpunktsätzen und liefert neben der Existenz und der Eindeutigkeit eines Fixpunktes auch die Konvergenz der Fixpunktiteration. Somit ist die Aussage konstruktiv. Es wird also ein Verfahren zur Bestimmung des Fixpunktes sowie eine Fehlerabschätzung für ebendieses angegeben.
Mit dem Fixpunktsatz von Banach lässt sich beispielsweise die Konvergenz von iterativen Verfahren wie dem Newton-Verfahren zeigen und der Satz von Picard-Lindelöf beweisen, der Grundlage der Existenztheorie gewöhnlicher Differentialgleichungen ist.
Der Satz ist nach Stefan Banach benannt, der ihn 1922 in seiner Dissertation zeigte.

## Aussage
Gegeben seien ein vollständiger metrischer Raum {\displaystyle (X,d)}, beispielsweise ein Banach-Raum mit der Metrik {\displaystyle d(x,y)=\Vert x-y\Vert }, und eine nichtleere, abgeschlossene Menge {\displaystyle M\subset X}. Sei
{\displaystyle \varphi \colon M\to M}
eine Kontraktion mit Kontraktionszahl {\displaystyle k\in [0,1)}. Das bedeutet, es gilt
{\displaystyle d\left(\varphi (x),\varphi (y)\right)\leq k\cdot d(x,y)} für alle {\displaystyle x,y\in M}.
Außerdem sei die Folge {\displaystyle (x_{n})_{n\in \mathbb {N} }} iterativ definiert durch
{\displaystyle x_{n+1}=\varphi (x_{n})}
für einen beliebigen Startwert {\displaystyle x_{0}} aus {\displaystyle M}.
Unter den obigen Voraussetzungen gilt nach dem Fixpunktsatz von Banach:
Es existiert genau ein {\displaystyle {\tilde {x}}\in M}, so dass
{\displaystyle \varphi ({\tilde {x}})={\tilde {x}}}
ist. Für alle {\displaystyle x_{0}\in M} gilt außerdem
{\displaystyle \lim _{n\to \infty }x_{n}={\tilde {x}}}
Die Abbildung {\displaystyle \varphi } besitzt also einen eindeutig bestimmten Fixpunkt und dieser stimmt für alle Startwerte der oben angegebenen Iterationsvorschrift mit dem Grenzwert der Iteration überein.

## Veranschaulichung

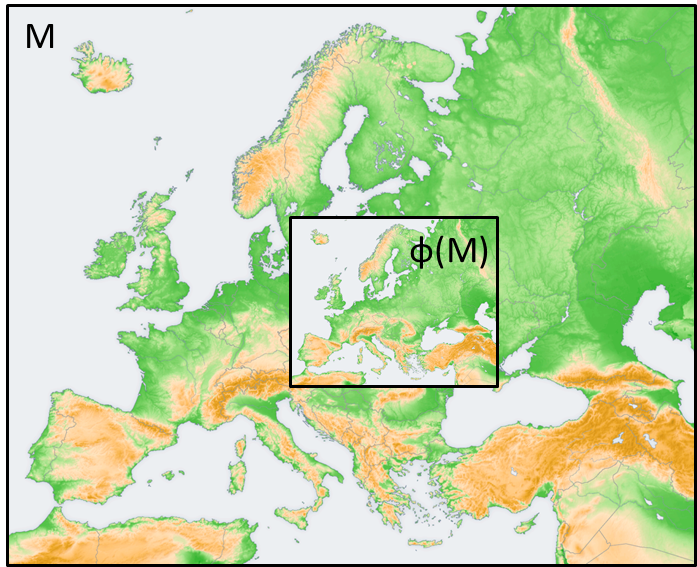
Veranschaulichung des Fixpunktsatzes von Banach

Eine Veranschaulichung des Satzes liefert eine Landkarte, auf der die Umgebung, in der man sich befindet, abgebildet ist. Sieht man diese Karte als Kontraktion (lat. con- „zusammen-“ und trahere „ziehen“) der Umgebung, so findet man genau einen Punkt auf der Karte, der mit dem direkt darunter liegenden Punkt in der realen Welt übereinstimmt. Es ist egal, wie groß die Landkarte ist; sie muss nur kleiner als die abgebildete Realität sein. Es ist ebenso unerheblich, wo genau sich die Landkarte befindet, solange sie innerhalb des kartografierten Bereichs liegt. In der nebenstehenden Abbildung befindet sich in der kleineren Landkarte also nach dem Fixpunktsatz von Banach genau ein Punkt, der mit dem in der realen Welt zusammenfällt.

## Fehlerabschätzung der Fixpunktiteration
Für die Iterationsvorschrift
{\displaystyle x_{n+1}=\varphi (x_{n})}
gelten folgende Fehlerabschätzungen:
- A-priori-Fehlerabschätzung: Es ist

{\displaystyle d(x_{n},{\tilde {x}})\leq {\frac {k^{n}}{1-k}}d(x_{1},x_{0})}
- A-posteriori-Fehlerabschätzung: Es ist

{\displaystyle d(x_{n+1},{\tilde {x}})\leq {\frac {k}{1-k}}d(x_{n+1},x_{n})}
Außerdem gilt die Abschätzung
{\displaystyle d(x_{n+1},{\tilde {x}})\leq k\cdot d(x_{n},{\tilde {x}})},
die Konvergenzgeschwindigkeit ist also linear.

## Bemerkung
In der Literatur finden sich teils von der oben angegebenen Aussage abweichende Formulierungen. Mögliche Unterschiede sind:
- Die Eigenschaft der Abbildung {\displaystyle \varphi }, eine Kontraktion zu sein, wird stattdessen über die Lipschitz-Stetigkeit formuliert. Dann muss {\displaystyle \varphi } auf {\displaystyle M} Lipschitz-stetig sein mit einer Lipschitz-Konstante {\displaystyle L=k<1}.
- Der zugrunde liegende Raum ist ein anderer. So wird der Satz teils auf Banachräumen (das heißt auf vollständigen normierten Räumen) formuliert oder auf {\displaystyle \mathbb {R} }. Die Aussage wie auch der Beweis bleiben identisch, es ist dann lediglich {\displaystyle d(x,y)=\|y-x\|} im Falle eines normierten Raumes {\displaystyle (X,\|\cdot \|)} beziehungsweise {\displaystyle d(x,y)=|y-x|} im reellen Fall zu setzen.

## Beweisskizze
Der Beweis der Aussage basiert darauf, zu zeigen, dass die Folge {\displaystyle (x_{n})_{n\in \mathbb {N} }} eine Cauchy-Folge ist, die dann aufgrund der Vollständigkeit des zugrundeliegenden Raumes konvergiert.
Zuerst gilt aufgrund der Kontraktivität
{\displaystyle d(x_{n},x_{n+1})=d(\varphi (x_{n-1}),\varphi (x_{n}))\leq k\cdot d(x_{n-1},x_{n})}
Durch wiederholtes Anwenden dieser Abschätzung erhält man
{\displaystyle d(x_{n},x_{n+1})\leq k^{n}d(x_{0},x_{1})} (1)
Des Weiteren folgt durch wiederholtes Abschätzen mit der Dreiecksungleichung
{\displaystyle d(x_{n},x_{n+m})\leq d(x_{n},x_{n+1})+d(x_{n+1},x_{n+2})+\dots +d(x_{n+m-1},x_{n+m})} (2)
Schätzt man die einzelnen Summenglieder der rechten Seite von (2) durch (1) ab, so erhält man
{\displaystyle d(x_{n},x_{n+m})\leq k^{n}(1+k+k^{2}+\dots +k^{m-1})\,d(x_{0},x_{1})\leq {\frac {k^{n}}{1-k}}\,d(x_{0},x_{1})}
Die letzte Abschätzung folgt hier mithilfe der geometrischen Reihe, da {\displaystyle k<1}. Aus der Abschätzung folgt direkt, dass {\displaystyle (x_{n})_{n\in \mathbb {N} }} eine Cauchy-Folge ist. Aufgrund der Vollständigkeit existiert dann der Grenzwert
{\displaystyle {\tilde {x}}:=\lim _{n\to \infty }x_{n}}
der Folge. Da {\displaystyle \varphi } eine Abbildung von {\displaystyle M} in sich selbst ist, und {\displaystyle M} abgeschlossen ist, ist {\displaystyle {\tilde {x}}} in der Menge {\displaystyle M} enthalten.
Da {\displaystyle \varphi } stetig ist (da kontraktiv), folgt
{\displaystyle {\tilde {x}}=\lim _{n\to \infty }x_{n}=\lim _{n\to \infty }\varphi (x_{n-1})=\varphi ({\tilde {x}})},
der Grenzwert {\displaystyle {\tilde {x}}} ist also Fixpunkt.
Angenommen, es existieren zwei Fixpunkte {\displaystyle {\tilde {x}},{\tilde {y}}}. Dann ist
{\displaystyle \varphi ({\tilde {x}})={\tilde {x}}} und {\displaystyle \varphi ({\tilde {y}})={\tilde {y}}}.
Aus der Kontraktivität folgt dann
{\displaystyle d({\tilde {x}},{\tilde {y}})=d(\varphi ({\tilde {x}}),\varphi ({\tilde {y}}))\leq k\cdot d({\tilde {x}},{\tilde {y}})}.
Da aber {\displaystyle k<1} ist, muss {\displaystyle d({\tilde {x}},{\tilde {y}})=0} sein. Daher ist {\displaystyle {\tilde {x}}={\tilde {y}}}.

## Anwendungen
Dieser Satz wird in vielen konstruktiven Sätzen der Analysis benutzt, die wichtigsten sind:
- das inverse- und implizite-Funktionen-Theorem
- der Existenz- und Eindeutigkeitssatz von Picard-Lindelöf für gewöhnliche Differentialgleichungen

In der numerischen Mathematik spielt die Fixpunktiteration eine wichtige Rolle. Beispiele hierfür sind die Konvergenztheorien numerischer Verfahren, wie das Newton-Verfahren oder das Splitting-Verfahren.

## Umkehrung
Die folgende, auch als Satz von Bessaga bekannte Aussage stellt eine Umkehrung des Fixpunktsatzes dar:
- Ist {\displaystyle \varphi \colon M\rightarrow M} eine Funktion auf einer nichtleeren Menge, so dass {\displaystyle \varphi } und alle Iterierten {\displaystyle \varphi ^{n}} genau einen Fixpunkt haben, so gibt es zu jedem {\displaystyle k\in (0,1)} eine vollständige Metrik {\displaystyle d_{k}} auf {\displaystyle M}, so dass {\displaystyle \varphi } bzgl. {\displaystyle d_{k}} eine Kontraktion mit der Kontraktionskonstanten {\displaystyle k} ist.[4]